# Eucriotettix superfluus
Eucriotettix superfluus är en insektsart som först beskrevs av Günther, K. 1936.  Eucriotettix superfluus ingår i släktet Eucriotettix och familjen torngräshoppor. Inga underarter finns listade i Catalogue of Life.